# Лорънс Алма-Тадема
Лорънс Алма-Тадема (на английски: Lawrence Alma-Tadema) е британски художник от фризийски произход, популярен през Викторианската епоха със своите сцени от ежедневния живот през Античността.

## Биография
Лорънс Алма-Тадема е роден през 1836 г. в Дронрейп, село във Фризия. Баща му, Питер Тадема (1797–1840), е нотариус. Алма е името на кръстника му. Майка му е втора съпруга на баща му и трябва да издържа голямо семейство.
Предвидено е Алма-Тадема да продължи професията на баща си, но поради силната му склонност към изкуството, през 1852 г. е изпратен в Антверпен, където учи при Ежид Шарл Гюстав Ваперс и Ян Август Хендрик Лейс. Първият му голям успех е картината „Обучението на децата на Хлодвиг“ от 1861 г. През следващите години той продължава да рисува поредици от картини с исторически сюжети на различни теми – Меровингите, Древен Египет, Древна Гърция, Древен Рим.
През 1863 г. Алма-Тадема се жени за французойка и се мести в Брюксел. Там той живее до 1869 г., когато остава вдовец с две дъщери.
Тадема се премества в Лондон през 1869 г. след симптоми на заболяване, което лекарите не могат да диагностицират. Приятелят му Гамбер му предлага да отиде в британската столица, за да се консултира с по-компетентни лекари. Пристигайки в Англия през декември 1869 г., той е поканен в дома на прерафаелитския художник Форд Мадокс Браун; там той среща Лора Тереза Епс, по това време 17-годишна, за която се оженва през 1871 г.
Престоят в Лондон става окончателно негово решение след избухването на Френско-пруската война през юли 1870 г., която създава хаос в геополитическата шахматна дъска на Европа. През септември същата година Алма-Тадема се премества за постоянно в Лондон, където остава до края на живота си, радвайки се на голяма популярност. През 1873 г. получава британско гражданство.
През 1876 г. става асоцииран, а през 1879 г. – пълноправен член на Кралската академия.
През 1883 г. Алма-Тадема заминава за втори път в Италия. Посещава Рим и Помпей. Този втори италиански престой го стимулира да изследва живописни теми, свързани с всекидневния живот на Рим, и да създаде шедьоври като „Розите на Хелиогабал“ (1888).
Важни са и двата златни медала, получени на Парижкото световно изложение през 1889 г. и на Международната изложба в Брюксел през 1897 г., избирането му за почетен член на Драматичното дружество на Оксфордския университет през 1890 г. и рицарското звание, което му е присъдено в Англия през 1899 г.
В началото на 20. век Алма-Тадема жъне плодовете на десетилетия работа, но все още продължава да създава нови и нови произведения, особено в театралната и декоративната област: през тези години активно сътрудничи в изпълнението на костюми и сцени за спектакли, вдъхновени от историята на древния Рим (като т.нар. тога партита). От Италия, люлката на онази много обичана империя, пристига и поръчката за неговия автопортрет (изложен в Уфици във Флоренция), а през 1902 г. художникът дори заминава за Египет.
Шейсетгодишният художник обаче започва да страда от силна стомашна болка: на 15 август 1909 г. семейното му равновесие отново е нарушено от смъртта на съпругата му Лора. Три години по-късно, на 28 юни 1912 г., след като отива в спа центъра на Кайзерхоф във Висбаден в Германия за някои процедури, той умира от стомашна язва. Тялото му почива в крипта на катедралата „Свети Павел“ в Лондон.

## Галерия
- „Мария Магдалена“, 1854
- „Фауст и Маргарита“, 1856
- „Обучението на децата на Хлодвиг“, 1861
- „Играещи шах египтяни“, 1865
- „Фидий показва на приятелите си фриза на Партенона“, 1868
- „Слънчеви дни“, 1874
- „Клеопатра“, 1877
- „Сафо и Алкей“, 1881
- „Обичам те, обичай ме“, 1881
- „Прибързано заключение“, 1885
- „Четене от Омир“, 1885
- „Жените от Амфиса“, 1887
- „Розите на Хелиогабал“, 1888
- „Несъзнателни съперници“, 1893
- „Не ме питай повече“, 1906
- „Любим обичай“, 1909

## За него
- Ash, Russell. Alma-Tadema, Shire Publications, Aylesbury, 1973, ISBN 978-0-85263-237-6
- Ash, Russell. Sir Lawrence Alma-Tadema, Pavilion Books, London, 1989, ISBN 978-1-85145-422-8; Harry N. Abrams Inc. New York, 1990, ISBN 0-8109-1898-6
- Barrow, Rosemary. Lawrence Alma-Tadema, Phaidon Press Inc, 2001, ISBN 0-7148-3918-3
- Reitlinger, Gerald. The Economics of Taste, Vol I: The Rise and Fall of Picture Prices 1760 – 1960, Barrie and Rockliffe, London, 1961
- Swanson, Vern G. Alma-Tadema: The Painter of the Victorian Vision of the Ancient World, Ash & Grant, London, 1977, ISBN 978-0-904069-08-2; Charles Scribner's Sons, New York, 1977, ISBN 0-684-15304-1
- Swinglehurst, Edmund. Lawrence Alma-Tadema, Thunder Bay Press, Canada, 2001, ISBN 1-57145-269-9